# August Lagergren
Sven August Lagergren, född 2 juni 1848 i Gärdserums församling, Östergötlands län, död 10 juni 1908 i Engelbrekts församling, Stockholm, var en svensk organist och musiklärare.

## Biografi
August Lagergren föddes 1848 på Åsebo i Gärdserums församling. Han var son till rusthållaren Lagergren. Lagergren studerade för domkyrkoorganisten Jonas Fredrik Törnwall i Linköpings församling och avlade 1869 folkskollärarexamen. Han blev 1870 förste lärare vid Motala Verkstads skola.
Lagergren studerade vid Stockholms musikkonservatorium 1871–1873 och var lärare i harmonilära där 1874–1880, från 1881 i orgel. Han studerade för Eduard Rohde och August Haupt i Berlin 1881, blev organist i Slottskyrkan samma år och ledare för dess kyrkokör från 1890.
Han invaldes den 28 mars 1895 som ledamot nummer 488 av Kungliga Musikaliska Akademien.

## Musikverk

### Orgelverk
- Preludier såväl till angifna choraler i Hæffners choralbok, som i alla deruti förekommande dur- och molltonarter för orgel.[6]
  - Häfte 1.[7]
  - Häfte 2.[8]

### Körverk
- Helige Ande, glädjenes Ande.[3]
- Väl år och dagar svinna.[3]
- Kantater.[3]